# Спасовходский, Игорь Владиславович
Игорь Владиславович Спасовходский (род. 1 мая 1948) — советский легкоатлет, специалист по метанию диска. Выступал в 1970-х годах, обладатель бронзовой медали чемпионата СССР, многократный победитель и призёр первенств всесоюзного значения. Представлял Москву и спортивное общество «Буревестник».

## Биография
Игорь Спасовходский родился 1 мая 1948 года. Занимался лёгкой атлетикой в Москве, выступал за добровольное спортивное общество «Буревестник».
Первого серьёзного успеха в метании диска добился в сезоне 1972 года, когда с результатом 60,48 одержал победу на соревнованиях в Нальчике.
В 1973 году победил на турнире в Москве (60,96), завоевал бронзовую награду на чемпионате СССР в Москве, уступив только Виктору Журбе и Виктору Пензикову.
В сентябре 1975 года отметился победой на домашнем турнире в Москве, метнув диск на 59,70 метра.
В августе 1978 года выиграл серебряную медаль на всесоюзных соревнованиях в Харькове (59,80).
В сентябре 1979 года победил на всесоюзных турнирах в Тбилиси и Донецке, показав результаты 61,14 и 62,34 соответственно.
В апреле 1980 года получил серебро на всесоюзном турнире в Леселидзе, установив при этом свой личный рекорд в метании диска — 63,92 метра.
Жена Зоя Спасовходская (Байкалова) — так же известная легкоатлетка, специалистка по многоборьям, бронзовая призёрка чемпионата Европы в пятиборье. Сын Игорь Спасовходский успешно выступал в тройном прыжке, член сборной России, обладатель бронзовой медали чемпионата мира, чемпион Европы в помещении.